# پالاو-سلیتا ای پلگامانس
پالاو-سلیتا ای پلگامانس (به اسپانیایی: Palau-solità i Plegamans) یک شهرستان در اسپانیا است که در استان بارسلون واقع شده‌است.

## خصوصیات
پالاو-سلیتا ای پلگامانس ۱۵٫۰۶ کیلومترمربع مساحت و ۱۴٬۰۷۰ نفر جمعیت دارد و ۱۴۰ متر بالاتر از سطح دریا واقع شده‌است.